# Onoue Shigeo
Shigeo Onoue (sinh ngày 15 tháng 7 năm 1976) là một cầu thủ bóng đá người Nhật Bản.

## Sự nghiệp câu lạc bộ
Shigeo Onoue đã từng chơi cho Mito HollyHock.